# Ормениш (Алба)
Ормениш (рум. Ormeniș) насеље је у Румунији у округу Алба у општини Мираслау. Oпштина се налази на надморској висини од 359 m.

## Становништво
Према подацима из 2002. године у насељу је живело 118 становника, од којих су сви румунске националности.